# Eichgültigkeitsdauer
Die Eichung von Messgeräten hat nur bis zum Ablauf der Eichgültigkeitsdauer Gültigkeit. In der heute gültigen Mess- und Eichverordnung MessEV wird nur noch der Begriff Eichfrist verwendet.
Messgeräte, die der Eichpflicht unterliegen (zum Beispiel im eichpflichtigen Warenverkehr, im Handel oder in der Medizin), dürfen nur bis zum Ablauf der Eichgültigkeitsdauer für diese Zwecke verwendet werden. Grundlage ist das Mess- und Eichgesetz MessEG und die Mess- und Eichverordnung MessEV (früher das Eichgesetz und die Eichordnung).
Je nach Messgeräteart beträgt die Eichgültigkeitsdauer zum Beispiel 6 Jahre für Kaltwasserzähler und Warmwasserzähler, 16 Jahre für Elektrizitätszähler mit Induktionswerk (mit Läuferscheibe), 8 Jahre für Elektrizitätszähler mit elektronischem Messwerk, 1/2 Jahr für Atemalkoholmessgeräte, für Balgengaszähler G4 - G6 8 Jahre, G10 12 Jahre, ab G16 16 Jahre etc. Die Eichfrist ist in der Anlage 7 zu § 34 Abs. 1 Nr. 1 MessEV („Eichfrist“) festgelegt.
Das Eichjahr, in dem ein eichpflichtiges Messgerät durch das Eichamt oder durch eine staatlich anerkannte Prüfstelle geeicht wurde, wird durch die beiden Ziffern auf dem Hauptstempel angegeben. Es muss nicht mit dem Herstellungsjahr übereinstimmen und wurde früher auch als Beglaubigungsjahr bezeichnet. Nach Ende des Eichjahrs beginnt die Eichgültigkeitsdauer zu laufen, d. h. ein im Jahr 2010 geeichtes Messgerät mit 6 Jahren Eichgültigkeitsdauer darf bis Ende 2016 verwendet werden.
Die Eichgültigkeitsdauer von bestimmten Verbrauchsmessgeräten bei Strom, Gas oder Wasser kann (ggf. mehrfach) verlängert werden, wenn eine amtlich durchgeführte Stichprobenprüfung ergibt, dass die eingesetzten Messgeräte richtig messen. Bei bestandener Stichprobenprüfung verlängert sich die Eichgültigkeit um jeweils die halbe Eichgültigkeitsdauer (z. B. um weitere drei Jahre bei Wasserzählern), ohne dass dies am Messgerät selbst erkennbar ist.
Ab November 2016 werden im Bereich der Verbrauchsmessung (Gaszähler, Stromzähler, Wasserzähler) nur noch MID-konforme Messgeräte in Verkehr gebracht. Der Begriff „Eichung“ wird hier durch „MID-Konformitätserklärung“ ersetzt, das Jahr des Inverkehrbringens entspricht dem Eichjahr. Die Jahreszahl der Konformitätserklärung bzw. Herstellung ist nach dem CE-Zeichen umrandet auf dem Zifferblatt aufgedruckt, die Eichfrist beginnt jedoch erst mit der Inverkehrbringung.